# Министерство внутренних дел Республики Абхазия
Министерство внутренних дел Республики Абхазия — орган исполнительной власти, осуществляющий функции по выработке и реализации государственной политики и нормативно-правовому регулированию в сфере внутренних дел в частично признанной Республике Абхазия.
МВД Абхазии в своей деятельности руководствуется Конституцией Республики Абхазия, Законом Республики Абхазия о милиции; Положением о службе в органах внутренних дел Республики Абхазия.

## История
18 мая 1921 года в приказом НКВД ССР Абхазии за № 65, в соответствии с указанием Ревкома, в Советской Социалистической Республике Абхазия была создана Рабоче-крестьянская милиция, представлявшей первоначально формирование в виде организации полувоенного типа, пользовавшейся Уставами Революционного комитета Красной армии.
10 ноября 1921 года рабоче-крестьянская милиция была преобразовано в отдельную милицейскую бригаду, которую возглавил Штаб Главмилиции. На первоначальном этапе общий штат милиции составлял 400 единиц.
Тяжёлым периодом для абхазской милиции был период репрессий в 1936—1937 годах и в годы Великой Отечественной войны с 1941 по 1945 год, когда сотрудники подразделения сражались с врагом на передовой. Численность рядового состава сократилась в несколько раз.
Особым испытанием мужества, преданности служебному долгу и своему народу, стал период грузино-абхазской войны 1992—1993 годов. В этой войне на полях сражений погибло 42 сотрудника. За мужество и отвагу проявленные в боях 13 сотрудников были удостоены высшего звания страны «Герой Абхазии» (из них пятеро посмертно), более 110 сотрудников были награждены боевыми орденами и медалями.
В послевоенное время сотрудники милиции сформированными группами поочередно командировались на абхазо-грузинскую границу, где погибло 64 военнослужащих.
В 2008 году в период войны в Осетии, абхазская милиция помогала соседнему региону, направляя свои подразделения в Кодор и Гал.
31 июля 2011 года МВД Абхазии подверглось критике со стороны Секретаря Совета безопасности Абхазии Отара Хеция (бывшего министра внутренних дел), обвинившего ведомство в коррупции.
На сегодняшний день возглавляет МВД РА — Киут Роберт Виталиевич.

## Структура МВД Абхазии

### Территориальные органы

#### Горрайорганы МВД РА
- - Гагрский РУВД — Агрба Юрий Романович
  - Гудаутский РОВД — Цкуа Денис Авксентьевич
  - Сухумский РОВД — Бжания Рустам Викторович
  - УВД г. Сухум — Хагуш Астамур Канстонтинович
  - Гулрыпшский РОВД — Гулария Резо Тониевич
  - Очамчырский РОВД — Чагава Ахра Иванович
  - Ткуарчалский РОВД — Биджев Арсен Хусаинович
  - Галский РОВД — Жвания Беслан Эдуардович
  - Дежурная часть МВД Республики Абхазия

#### Горрайлинорганы ВД РА
УВД Гагрского района
- Отдел милиции п.г.т. Цандрипш
- Отдел милиции г. Пицунда
- Отдел милиции п. Бзыбь

Гудаутский РОВД
- Отделение милиции г. Новый Афон
- Сухумский РОВД

УВД г. Сухум
- Пункт милиции Центральный рынок
- Пункт милиции Государственный университет
- Пункт милиции Маяк
- Отдел милиции № 1

Гулрыпшский РОВД
- Отделение милиции с. Дранда
- Отделение милиции с. Ажара
- Очамчырский РОВД

Ткуарчалский РОВД
- Пункт милиции с. Агубедия
- Пункт милиции с. Окум

Галский РОВД
- Отделение милиции с. Саберио
- Отделение милиции с. Баргиаб

Линейное управление внутренних дел на транспорте
Отдел внутренних дел на режимных объектах

## Руководство
| №                  | ФИО                            | В должности                        | Звание                               | Примечания                                                                                            |
| ------------------ | ------------------------------ | ---------------------------------- | ------------------------------------ | --- |
| Абхазская АССР     |                                |                                    |                                      | |
| 1                  | Степанов Михаил Архипович      | 15 июля — 11 ноября 1934           |                                      | |
| 2                  | Ампар Владимир Езугович        | 11 ноября 1934 — 21 декабря 1936   | старший лейтенант                    | с 13 января 1936 года — старший лейтенант ГБ                                                          |
| 3                  | Жужунава Василий Георгиевич    | 21 декабря 1936 — 28 августа 1937  | капитан                              | |
| 4                  | Пачулия Григорий Алексеевич    | август 1937 — октябрь 1938         | старший лейтенант                    | с 23 мая 1938 года — старший лейтенант ГБ                                                             |
| 5                  | Кукутария Михаил Николаевич    | 25 декабря 1938 — 10 мая 1939      | старший лейтенант                    | |
| 6                  | Какучая Варлам Алексеевич      | 10 мая 1939 — 26 февраля 1941      | майор                                | |
| 7                  | Начкебия Капитон Григорьевич   | 26 марта — 16 августа 1941         | капитан                              | |
| 8                  | Гагуа Илларион Авксентиевич    | 16 августа 1941 — 3 июля 1943      | старший майор                        | 14 февраля 1943 года — комиссар ГБ                                                                    |
| 9                  | Бокучава Шалва Илларионович    | 3 июля 1943 — 24 июня 1952         | полковник                            | |
| 10                 | Милорава Михаил Егорович       | 2 августа 1952 — 14 апреля 1953    |                                      | |
| 11                 | Начкебия Капитон Григорьевич   | 14 апреля — август 1953            | комиссар милиции 3-го ранга          | |
| 12                 | Аршба Платон Гамжалович        | 9 октября 1953 — 20 сентября 1968  | подполковник                         | с 15 июня 1957 года — полковник внутренней службы, с 1 ноября 1967 года — комиссар милиции 3-го ранга |
| 13                 | Хинтба Валерий Михайлович      | 21 сентября 1968 — 9 февраля 1973  |                                      | |
| 14                 | Ковальчук, Пётр Васильевич     | 5 апреля 1973 — 13 марта 1976      | генерал внутренней службы 3-го ранга | с 23 октября 1973 года — генерал-майор внутренней службы                                              |
| 15                 | Кочладзе Орджон Шалвович       | 13 марта 1976 — 19 мая 1978        |                                      | |
| 16                 | Климов Иван Алексеевич         | 19 мая 1978 — 16 июля 1982         | полковник милиции                    | |
| 17                 | Чулков Михаил Александрович    | 16 июля 1982 — 4 августа 1989      | генерал-майор                        | |
| 18                 | Ломинадзе Гиви Николаевич      | 7 августа 1989 — 8 мая 1992        | генерал-майор                        | грузинский министр, отстранён указом Верховного Совета Абхазии                                        |
| Республика Абхазия |                                |                                    |                                      | |
| 1                  | Анкваб Александр Золотинскович | 24 июня 1992 — 8 октября 1993      | полковник                            | Назначен указом Верховного Совета Абхазии                                                             |
| 2                  | Агрба Гиви Камугович           | 8 октября 1993—1996                | генерал-майор                        | |
| 3                  | Кчач Алмасбей Иванович         | 1996 — 2 июля 2001                 | генерал-майор                        | |
| 4                  | Агумава Зураб Михайлович       | 2 июля 2001 — 8 мая 2003           | полковник (с 10 июля 2001)           | |
| 5                  | Бейя Абессалом Георгиевич      | 8 мая 2003 — 28 февраля 2005       |                                      | |
| 6                  | Хеция Отар Михайлович          | 28 февраля 2005 — 12 августа 2010  | генерал-майор                        | |
| и. о.              | Габлая Рамин Заурович          | 12 августа — 22 сентября 2010      | полковник                            | временно и. о. министра                                                                               |
| 7                  | Дзяпшба Леонид Юрьевич         | 22 сентября 2010 — 20 октября 2011 | генерал-майор                        | Назначен указом Президента Республики Абхазия № УП-310                                                |
| 8                  | Хеция Отар Михайлович          | 20 октября 2011 — 15 октября 2014  | генерал-лейтенант                    | Назначен указом Президента Республики Абхазия                                                         |
| 9                  | Лолуа Рауль Валерьевич         | 15 октября 2014 — 14 мая 2015      | генерал-майор                        | Назначен указом Президента Республики Абхазия № 237                                                   |
| 10                 | Хагба Беслан Бадрович          | 14 мая 2015 — 9 октября 2015       |                                      | Назначен указом Президента Республики Абхазия                                                         |
| 11                 | Дзяпшба Леонид Юрьевич         | 9 октября 2015 — 5 июля 2016       | генерал-лейтенант                    | Назначен указом Президента Республики Абхазия                                                         |
| 12                 | Кобахия Аслан Алексеевич       | 16 августа 2016 — 12 октября 2017  | генерал-майор                        | [ 11 ]                                                                                                |
| 13                 | Аршба Гарри Анатольевич        | 12 октября 2017 — 2 декабря 2019   | генерал-лейтенант                    | Назначен указом Президента Республики Абхазия                                                         |
| 14                 | Смыр Раули Кязимович           | 4 декабря 2019 — 20 апреля 2020    | генерал-майор                        | |
| 15                 | Дбар Дмитрий Сергеевич         | 30 апреля 2020 — 5 декабря 2021    | полковник                            | Назначен указом Президента Республики Абхазия                                                         |
| 16                 | Бутба Вальтер Сергеевич        | 6 декабря 2021 — 13 июня 2023      | генерал-майор                        | Назначен указом Президента Республики Абхазия 06.12.2021 г.                                           |
| 17                 | Киут Роберт Виталиевич         | с 13 июня 2023                     | генерал-майор                        | Назначен указом Президента Республики Абхазия.                                                        |

## Профессиональные праздники МВД Абхазии
- 10 ноября — день милиции Абхазии[18]